# بئر تهوية

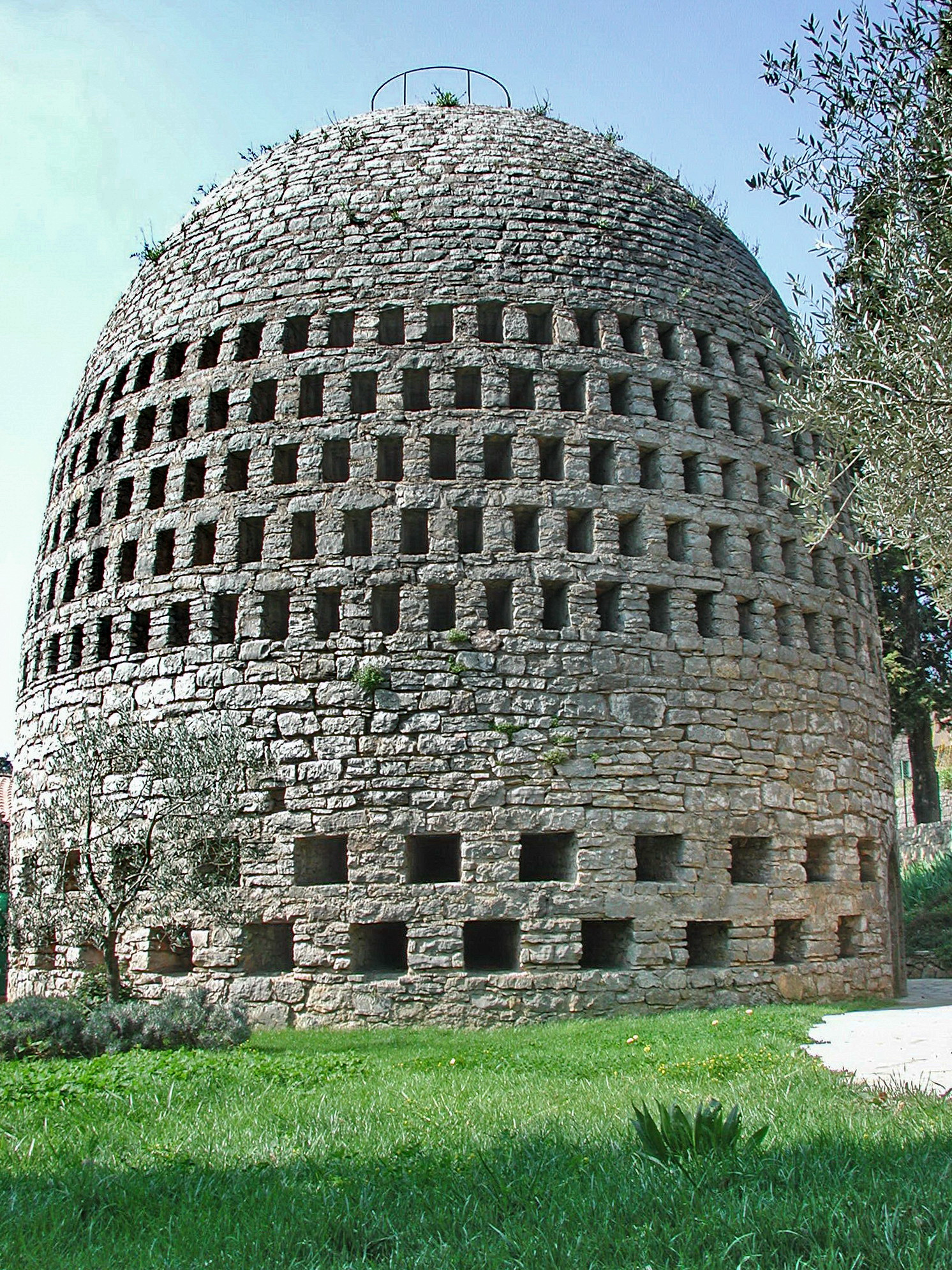
بئر تهوية بتصميم كتلة كبيرة

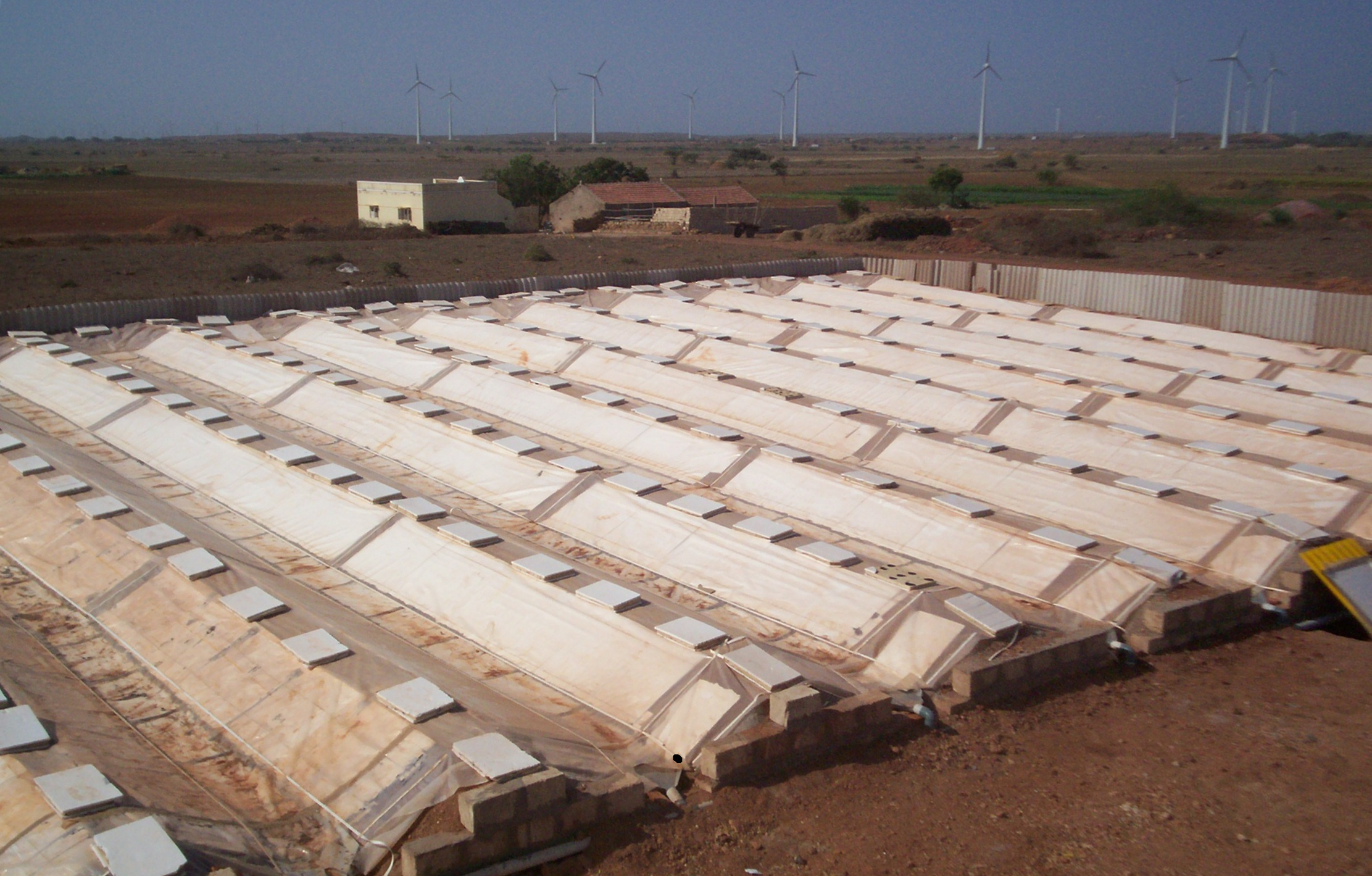
مكثف إشعاعي بمساحة في شمال غرب الهند.

بئر التهوية أو بئر الهواء هو بناء أو جهاز يستخدم لجمع الماء بتكثيف بخار الماء الموجود في الهواء. ورغم تعدد تصاميم آبار الهواء، تظل أبسط التصاميم قادرة تمامًا على تأدية نفس الدور دون أي مصدر طاقة خارجي، من الممكن كذلك ألا تحتوي على أية أجزاء متحركة.
استخدمت ثلاثة مناهج تصميم رئيسية في آبار الهواء:
- آبار هوائية بمنهج كتلة كبيرة، وقد استخدمت في مطلع القرن العشرين، لكن باءت المحاولات بالفشل.[3]
- لاحقًا، ومنذ أواخر القرن العشرين فصاعدًا، استخدمت مجمِّعات تعتمد على منهج كتلة منخفضة وإشعاع، وقد حققت هذه المجمعات نجاحًا كبيرًا. [3]
- المُجَمِّعات النشطة، والتي تعمل بنفس طريقة مزيل الرطوبة. ورغم فعّالية التصميم، يتطلب التشغيل مصدر طاقة خارجي، وهو ما يجعله غير اقتصادي إلا في حالات خاصة. حاليًا، ما تزال المحاولات قائمة لإيجاد تصاميم مبتكرة لتقليل استهلاك الطاقة في المجمعات النشطة، أو الاستفادة من مصادر الطاقة المتجددة لتوفير الطاقة.

## مقدمة

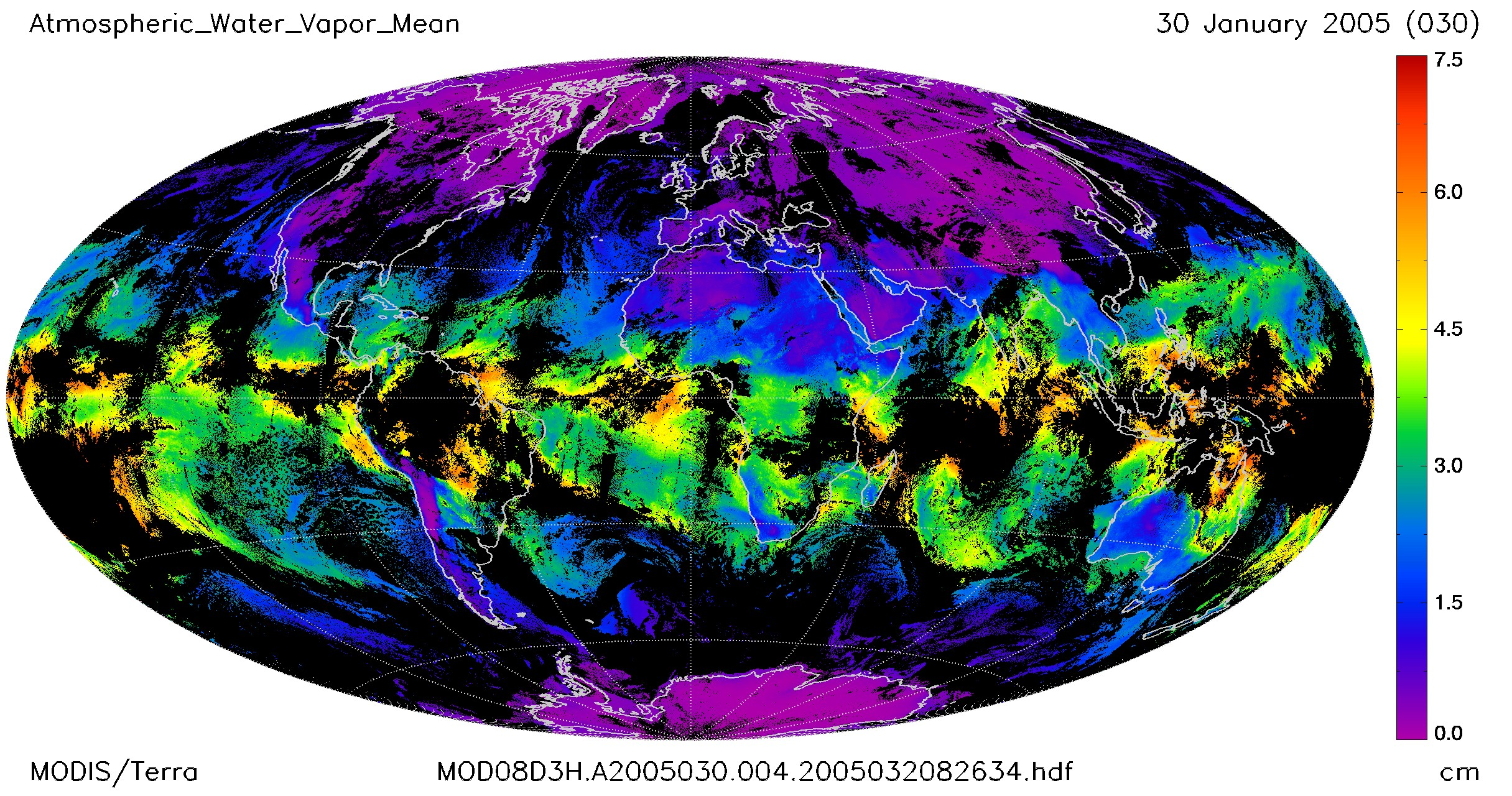
توزيع بخار الماء في الهواء الجوي في العالم يوم 30 يناير 2005. يعد ذلك اليوم في فصل الشتاء في نصف الكرة الشمالي وفي الصيف في النصف الجنوبي

تعتمد جميع تصاميم الآبار الهوائية على ركيزة أساسية وهي انخفاض درجة الحرارة ليتكون الندى. الندى هو حالة طبيعية تحدث عند تكثف بخار الماء على الأسطح. يختلف الندى عن الضباب، حيث يتكون الضباب من قطرات الماء المتكثفة حول الجزيئات في الهواء.
ينتج عن التكثيف إطلاق الحرارة الكامنة والتي يجب امتصاصها لاستمرار عملية جمع الماء.
يعتمد عمل آبار الهواء على الرطوبة الموجودة في الهواء. يتضمن الهواء الجوي في كل مكان على سطح الأرض على نسبة من الماء، حتى في الصحارى. وفقًا لبيسينس وميليموك: "يتحوي الغلاف الجوي للأرض على 12,900 كم3 (3,000 ميل مكعب) من الماء العذب، 98% بخار ماء و2% ماء متكثف (سحب)."
تُعرف كمية بخار الماء في الهواء بالرطوبة النسبية والتي تعتمد على درجة الحرارة؛ حيث يكون للهواء الدافئ قدرة أكبر على حمل بخار الماء منها في الهواء البارد. عندما يصل الهواء إلى درجة تكثف، يصبح مشبّعًا، وعندها تتكثف الرطوبة على سطح مناسب.
فعلى سبيل المثال، نقطة تكثف الهواء عند 20 °م (68 °ف) ورطوبة نسبية 80% هي 16 °م (61 °ف). تنخفض نقطة التكثف إلى 9 °م (48 °ف) إذا كانت الرطوبة النسبية 50%.
لا يجب الخلط بين البئر الهوائي وبركة الندى. بركة الندى هي بركة صناعية بغرض سقي الماشية. سميت بهذا الاسم نظرًا للمعتقد السائد بأن البرك تملئ برطوبة الهواء المتكثفة. في الواقع، برك الندى تملئ رئيسيًا بماء المطر.
تستطيع نشارة الصخور زيادة محاصيل الغلات في المناطق القاحلة بصورة كبيرة. يمكن ملاحظة ذلك بشكل واضح في جزر كنارية في جزيرة لانزاروت، حيث يوجد نحو 140 مليمتر (5.5 بوصة) من المطر كل عام ولا توجد أنهار دائمة. على الرغم من ذلك، يمكن زراعة المحاصيل الأساسية باستخدام نشارة الصخور البركانية، وهي حيلة قد اكتشفت بعد ثورات بركانية عام 1730. ألهمت هذه الحيلة بعض المفكرين، لكن ليس من المحتمل أن يكون تأثيرها كبيرًا. تستطيع النباتات امتصاص الندى مباشرة من الأوراق، والفائدة الرئيسية من نشارة الصخور هي تقليل تسرب الماء من التربة للتخلص من منافسة الحشائش على الماء.

## تاريخ
في مطلع القرن العشرين، اختبر مجموعة من المخترعين المجمعات ذات الكتلة الكبيرة. لعل أبرز من كانوا في هذه المجموعة هم المهندس الروسي فريدريش زيبولد واختصاصي المناخيات الأحيائية ليون تشابتال والباحث الألماني الأسترالي وولف كلافيك والمخترع البلجيكي أتشيلي كنابن.

### مُجمِّع زيبولد

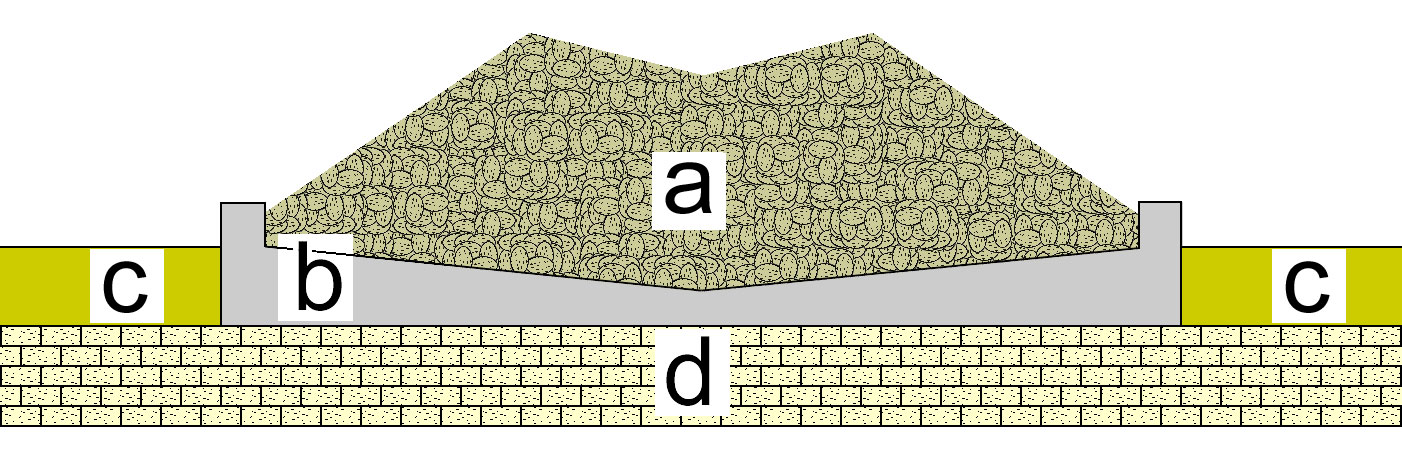
مقطع خلال مكثف الندى الذي ابتكره بزيبولد. (a) مخروط مقطوع من حصى الشاطئ بقطر في القاعدة وقطر في القمة. (b) وعاء خرساني، تمتد أنبوبة (ليست في الصورة) من قاعدة الوعاء إلى نقطة تجميع. (c) مستوى سطح الأرض (d) قاعدة من الحجر الجيري الطبيعي.

في عام 1900، اكتشف زيبولد 13 كتلة كبيرة من الأحجار بالقرب من موقع مدينة فيودوسيا التاريخية في الإمبراطورية البيزنطية. بلغت المساحة التي تشغلها كل كتلة ما يزيد عن 900 متر مربع (9,700 قدم2) وبلغ طولها 10 متر (33 قدم) تقريبًا. اتصلت الاكتشافات مع بقايا أنابيب من الطين النضيج ويبلغ قطرها 75-مليمتر (3.0 بوصة) والتي قادت إلى آبار ونوافير المدينة. استخلص زيبولد أن كتل الصخور كانت توفر فيودوسيا بالماء، وحسب أن كل بئر تهوية أنتج أكثر من 55,400 لترًا كل يوم.
ولتحقيق فرضيته، شيّد زيبولد مكثف من الأحجار على ارتفاع 288 متر (945 قدم) على جبل تيبي أوبا بالقرب من الموقع التاريخي لمدينة فيودوسيا. أحيط المكثف بحائط بارتفاع 1 متر (3 قدم 3 بوصة) وبعرض 20 متر (66 قدم)، حول منطقة تجميع على شكل وعاء مع الصرف. استخدم زيبولد أحجار بحرية بقطر 10 سنتيمتر (3.9 بوصة)، قام بتكديسهم معًا ليصل ارتفاعهم ل6 متر (20 قدم) على شكل مخروط مقطوع ذي قطر 8 متر (26 قدم) في القمة. سمح شكل المكثف بسريان جيد للهواء مع أقل اتصال حراري مع الأحجار.
بدأ مكثف زيبولد بالعمل في 1912 مع إنتاجية يومية -تم تقديرها لاحقًا- بلغت 360 لترًا كحدٍ أقصى. لم يعلن زيبولد عن أية نتائج في ذلك الوقت.  حدثت تسريبات من القاعدة أدت لإنهاء التجربة في 1915، تم تفكيك الموقع جزئيًا قبل أن يهجر تمامًا. اكتشف الموقع مرة أخرى في 1993 وتم تنظيفه. كان حجم مكثف زيبولد تقريبًا هو نفس حجم الكتل الحجرية الأثرية المكتشفة، وعلى الرغم من أن إنتاجية مكثف زيبولد أقل بكثير من الإنتاجية التي حسبها زيبولد للمكثف الأثري، اعتبرت التجربة مصدر إلهام للمطورين لاحقًا.

### مجمع تشابتال
أُلهِمَ تشابتال بما وصل له زيبولد وبنى بئرًا هوائيًا صغيرًا بالقرب من مونبلييه في عام 1929. بنى تشابتال مكثفه على شكل هرم خرساني بقاعدة 3 متر (9.8 قدم) مربع وارتفاع 2.5 متر (8 قدم 2 بوصة)، ملئ الهرم ب8 متر مكعب (280 قدم3) من قطع الحجر الجيري بلغ قطرها حوالي 7.5 سنتيمتر (3.0 بوصة). قام بعمل فتحات تهوية حول قمة وقاعدة الهرم بحيث يمكن التحكم بفتحها أو غلقها حسب الرغبة في التحكم في سريان الهواء. سمح للهيكل باكتساب البرودة طوال الليل، ثم السماح للهواء الرطب الدافئ بالدخول أثناء النهار. يتكون الندى على قطع الحجر الجيري ويتم جمعه من مستودع تحت الأرض. كمية الماء الناتج تراوحت بين 1 و 2.5 لترًا في اليوم حسب الظروف الجوية.  لم يعتبر تشابتال ذلك نجاحًا. عند اعتزاله عام 1946، أوقف تشغيل المكثف، ربما أراد بذلك ألا يترك أثرًا لتصميم غير ناجح فيضلل أولئك الذين سيدرسون الآبار الهوائية فيما بعد.

### مجمعات كلافك
كان وولف كلافك كيميائيًا ناجحًا يعمل في برلين خلال عشرينيات وثلاثينيات القرن العشرين. في تلك الفترة، اختبر كلافك عدة أشكال لآبار الهواء في يوغوسلافيا وجزيرة فيس في البحر الأدرياتيكي. استلهم كلافك أيضًا أعماله من زيبولد  بالإضافة إلى أعمال موسى بن ميمون، عالم يهودي كتب بالعربية منذ 1000 عام تقريبًا وذكر استخدام مكثفات الماء في فلسطين.
قام كلافك بتجاربه على تصميم بسيط للغاية: قام بتطهير وتمهيد مساحة من منحدر جبلي. ثم قام بتظليل هذه المساحة بمظلة بسيطة مدعمة بأعمدة. وأغلق جوانب التصميم، لكن مع ترك الحواف العلوية والسفلية مفتوحة. يكون المنحدر الجبلي باردًا في الليل، وفي النهار تتجمع الرطوبة على المنحدر وتنجرف إلى الأسفل على السطح الأملس المنحدر. وعلى الرغم من عمل النظام، تبنى كلافك تصميمًا آخر أكثر إحكامًا للتغلب على التكلفة العالية للتصميم الأول. كان التصميم الحديث بناءً بشكل قمع سكر، بارتفاع 15 متر (49 قدم) وبسمك حوائط 2 متر (6 قدم 7 بوصة)، كما احتوى على فتحات في الأعلى والأسفل. صنعت الحوائط الخارجية من الخرسانة للحصول على سعة حرارية عالية، وصنعت الأسطح الداخلية من مادة مسامية مثل الحجر الرملي.
وطبقًا لما ذكره كلافك، ينتج المبنى الماء خلال النهار ويبرد نفسه في الليل؛ فعند شروق الشمس، يدخل الهواء الدافئ من الفتحات العليا إلى المبنى ويصبح باردًا نتيجة تلامسه مع الأسطح الباردة ومن ثم يخرِج ما به من ماء، يترسب الماء ويتم جمعه من الأسفل.
في 1935، هاجر كلافك وزوجته ماريا إلى أستراليا. وربما جاء قرار الهجرة في الأصل نتيجة صراعات ماريا مع السلطات النازية.، أيضًا قرارهم بالهجرة إلى أستراليا (بدلًا من بريطانيا على سبيل المثال) تأثر برغبة كلافك في تطوير مكثف للندى. تعد أستراليا قارة جافة، وبالتالي هناك حاجة لمصادر بديلة للماء العذب، كما أن رئيس وزراء جنوب أستراليا والذي كان قد قابل كلافك في لندن أبدى اهتمامًا لذلك. قدم كلافك مقترحًا لإنشاء مكثف في قرية كوك في جنوب أستراليا والتي لم يكن بها أي مصدر للماء الصالح للشرب. وفي تلك القرية، كانت شركة السكك الحديد قد أنشأت مسبقًا مكثف كبير يدار بواسطة الفحم، إلا أن التكلفة العالية للتشغيل أدت لوقفه، خاصة أن تكلفة نقل الماء من مكان آخر كانت أرخص. وعلى الرغم من ذلك، رفضت الحكومة الأسترالية مقترح كلافك ثم تخلى هو عن اهتمامه بالمشروع.

### بئر نيبن الهوائي
عمل نيبن سابقًا على أنظمة لإزالة الرطوبة من المباني،
وقد ألهمه عمل تشابتال وقرر بناء بئر تهوية كبير على تلة بارتفاع 180 متر (590 قدم) في ترانس إن بروفانس بفرنسا.
بدأ بناء برج نيبن في 1930 واستمر 18 شهرًا، لا يزال البرج قائمًا حتى الآن وإن كان في حالة متهالكة. وخلال بنائه، جذب البرج اهتمام العامة.
يبلغ ارتفاع البرج 14 متر (46 قدم) بحوائط ضخمة بسُمك 3 متر (9.8 قدم) وعدد من الفتحات للسماح للهواء بالدخول. بداخل البرج يوجد عمود ضخم من الخرسانة. في الليل يبرد المبنى بالكامل، وخلال النهار يدخل الهواء الرطب الدافئ إلى المبنى عبر الفتحات العلوية ويبرد، ثم يخرج من الفتحات السفلية.
هدف نيبن من خلال تصميمه أن يتكثف الماء على العمود بداخل البرج. لذا قام بترصيع السطح الخارجي للعمود برقائق بارزة من الأردواز تماشيًا مع اكتشاف تشابتال بأن سطح التكثيف يجب أن يكون خشنًا ويكون التوتر السطحي منخفضًا بحيث يتقطر الماء بسهولة. وضحت الرقائق شبه عمودية للمساعدة في تقطر الماء من الأسطح إلى حوض التجميع في أسفل المبنى. لسوء الحظ، لم يحقق البئر الهوائي أي إنتاج مقارب لما هو مرجو، فقط بضعة لترات كل يوم.

### المنظمة الدولية لاستخدام الندى

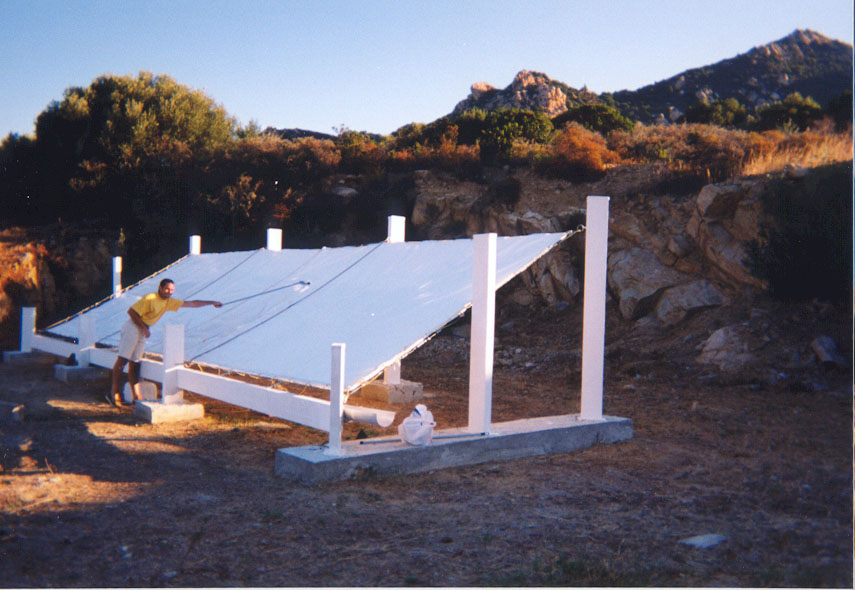
مكثف ندى كبير تابع للمنظمة الدولية لاستخدام الندى في كورسيكا

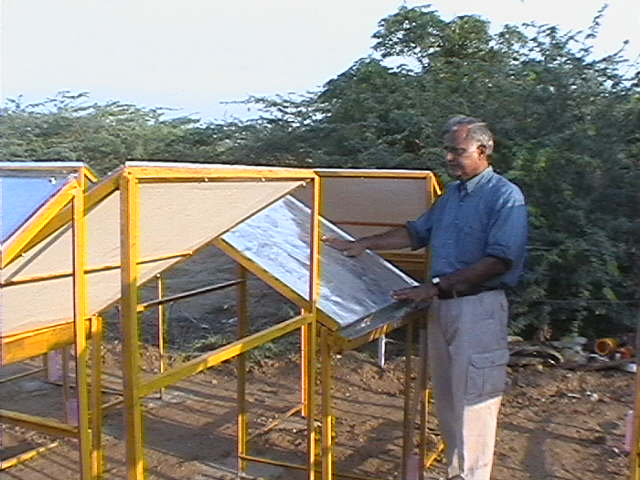
موقع اختبارات مكثفات إشعاعية في قرية كوثار في شمال غرب الهند.

بنهاية القرن العشرين، أصبح استيعاب آلية عمل مكثفات الندى أفضل بكثير. كانت الفكرة الرئيسية أن مجمعات الكتلة المنخفضة والتي تفقد الحرارة بسرعة بالإشعاع الحراري هي الأفضل. عمل الكثير من الباحثين على هذه الطريقة. وفي مطلع ستينيات القرن العشرين، استخدمت مكثفات ندى من ألواح من البولي إيثيلين مدعمة بإطار بسيط بحيث تشبه الخيمة في ري النباتات في إسرائيل. نجت الشتلات المروية بواسطة هذه المكثفات بالإضافة إلى قليل من مياه الأمطار بصورة أفضل من الشتلات الأخرى التي لم توفر لها هذه الحلول وجفت جميعها في الصيف.
 في 1986 في نيومكسيكو، أنتجت مكثفات مصنوعة من فويل خاص مياه كافية لري شتلات صغيرة.
في عام 1992، حضر مجموعة من الأكاديميين الفرنسيين مؤتمرًا عن فيزياء المواد المكثفة في أوكرانيا، عرض فيه الفيزيائي دانيل بايسن كيف استفادت فيودوسيا القديمة بماء تكثيف الندى. افتتنوا بالأمر بما فيه الكفاية أن ذهبوا بأنفسهم ليروا ذلك عام 1993. استخلصوا أن الكتل التي فسرها زيبولد على أنها مكثفات ندى ماهي إلا تلال دفن قديمة (جزء من مدينة جنائزية في فيودوسيا القديمة) وأن الأنابيب تنتمي للقرون الوسطى وليست متصلة بالتلال التي ظنها زيبولد مكثفات.
وجدت المجموعة بقايا من مكثف زيبولد وقاموا بتجميعها ودراستها جيدًا. من الواضح أن مكثف زيبولد عمل بصورة جيدة، لكن نتائجه بالتحديد ليست قاطعة تمامًا، ومن الممكن أن المكثف كان يعترض الضباب، وهو ما يزيد الإنتاجية بشكل ملحوظ.
إن كان مكثف زيبولد قد عمل على الإطلاق، فمن المحتمل أن ذلك كان بسبب بعض الأحجار بالقرب من سطح التل التي كانت قادرة على فقد الحرارة ليلًا بحيث تكون معزولة حراريًا عن الأرض، لكن يظل من المستحيل الحصول على الإنتاجية التي تخيلها زيبولد.
ومع عودتهم إلى فرنسا بحماس كبير، أنشأت المجموعة المنظمة الدولية لاستخدام الندى (OPUR) بهدف محدد وهو جعل الندى متاحًا كمصدر للماء.
بدأت المنظمة بدراسة تكثف الندى في ظروف معملية، وقاموا بتطوير فيلم كاره للماء وتجربته على منشآت تجريبية من بينها مجمع بمساحة 30 متر مربع (320 قدم2) في كورسيكا. وتضمنت الرؤي بعض الأمور المهمة عند تصميم سطح التكثيف مثل أن تكون كتلته الحرارية منخفضة قدر الإمكان بحيث لا يحتفظ بالحرارة بسهولة، كما يجب حمايته من الإشعاع الحراري غير الضروري عن طريق طبقة عزل حراري، ويجب أيضًا أن يكون كاره للماء بحيث يتحرك الماء المتكثف عليه بسهولة. وعندما أصبحوا على استعداد لتشييد مبناهم العملي الأول، عرفوا أن أحد أفرادهم وهو غيرجا شاران قد حصل على دعم لبناء مثكف ندى في كوثارا بالهند. في أبريل 2001، لاحظ شاران في مكان إقامته بالصدفة تكثف كبير على سطح كوخ في منتجع توران الشاطئي في المنطقة الساحلية القاحلة بكوتش. في العام التالي، حقق في الظاهرة بتعمق أكبر وأجرى مقابلات مع السكان المحليين. وبتمويل من وكالة غوجارات لتنمية الطاقة والبنك الدولي، عمل شاران وفريقه على تطوير مكثفات إشعاعية لتستخدم في المنطقة الساحلية القاحلة بكوتش. بدأ التسويق الفعلي في 2006.
اختبر شاران مجموعة كبيرة من المواد وحصل على نتائج جيدة لألواح الحديد المكلفن والألومنيوم، لكنه وجد أن ألواحًا من بلاستيك خاص طوّرته المنظمة العالمية لاستخدام الندى بسمك 400 ميكرومتر (0.016 بوصة) فقط عملت بكفاءة أكبر من الألواح المعدنية وكذلك أقل في الكتلفة الشريط البلاستيكي والذي يعرف بفويل OPUR هو شريط قابل للاتحاد مع الماء ويصنع من البولي ايثيلين مختلطة مع ثاني أكسيد التيتانيوم وكبريتات الباريوم.

## أنواع
هناك ثلاث مناهج رئيسية لتصميم المصارف الحرارية التي تجمع الرطوبة من الهواء: ذات كتلة كبيرة والإشعاعية والنشطة. في مطلع القرن العشرين، كان الاهتمام بآبار الهواء ذات الكتلة الكبيرة، على الرغم من الكثير من التجارب بما في ذلك من تشييد مبانٍ ضخمة، هذا المنهج قد أُثبِتَ فشله. ومنذ نهايات القرن العشرين فصاعدًا، زاد الاهتمام والبحث بمُجمِّعاتالكتلة المنخفضة والمجمعات الإشعاعية والتي أثبت نجاحًا أكبر بكثير.

### كتلة كبيرة
يعتمد تصميم آبار الهواء بأسلوب كتلة كبيرة على تبريد كتلة بنائية كبيرة عن طريق دخول الهواء البارد ليلًا فيتبادل الحرارة بالحمل الطبيعي. وفي النهار، تزداد رطوبة الجو بسبب دفئ الشمس. عندما يدخل الهواء الرطب نهارًا إلى المبنى يتكثف البخار على البناء البارد نسبيًا. لم يظهر أي مجمع وفق أسلوب كتلة كبيرة نتائج جيدة، فبئر نيبن الهوائي يعد مثالًا عمليًا واضحًا.
تعد مشكلة هذه المجمعات هي عدم قدرتها على التخلص من حرارة كافية خلال الليل بالرغم من أن خصائص التصميم تهدف للتأكد من حدوث ذلك. وعلى الرغم من أن بعض المفكرين يرون أن زيبولد ربما كان محقًا رغم كل ذلك، ناقش مقالًا في مجلة البيئات الجافة لماذا لا يستطيع أسلوب الكتلة الكبيرة إنتاج كميات مفيدة من الماء:
فلتحقيق التكثف، يجب أن تكون درجة حرارة الصخور أقل من نقطة الندى. وإذا لم يوجد ضباب، تكون نقطة الندى دائمًا أقل من درجة حرارة الهواء. تظهر بيانات الأرصاد الجوية أن نقطة الندى (يستدل بها على كمية الماء في الهواء) لا تتغير بصورة ملحوظة عند استقرار الطقس. كذلك الرياح والتي تفرض درجة حرارة الهواء على المكثف لا تستطيع تبريد المكثف وبالتالي لا تنجز مهمتها تمامًا. ظاهرة تبريد أخرى -التبريد الإشعاعي- يجب أن تحدث. لذا في الليل حين يبرد المكثف بالإشعاع، يمكن استخلاص الماء من الهواء. من النادر جدًا أن ترتفع نقطة الندى بصورة ملحوظة بحيث تتخطى درجة حرارة الصخور، لكن عندما يحدث ذلك، من الممكن أن يصبح الندى غزيرًا لفترة قصيرة من الوقت. هذا هو سبب الإنتاجية الجيدة النادرة التي حققتها المكثفات الكبيرة في محاولات تشابتال ونيبن.
على الرغم من أن الآبار الهوائية الأثرية قد ذكرت في بعض المصادر، هناك أدلة ضعيفة عليها، كما أن هناك اعتقادات بأن وجودها هو مجرد أساطير.

### إشعاعي

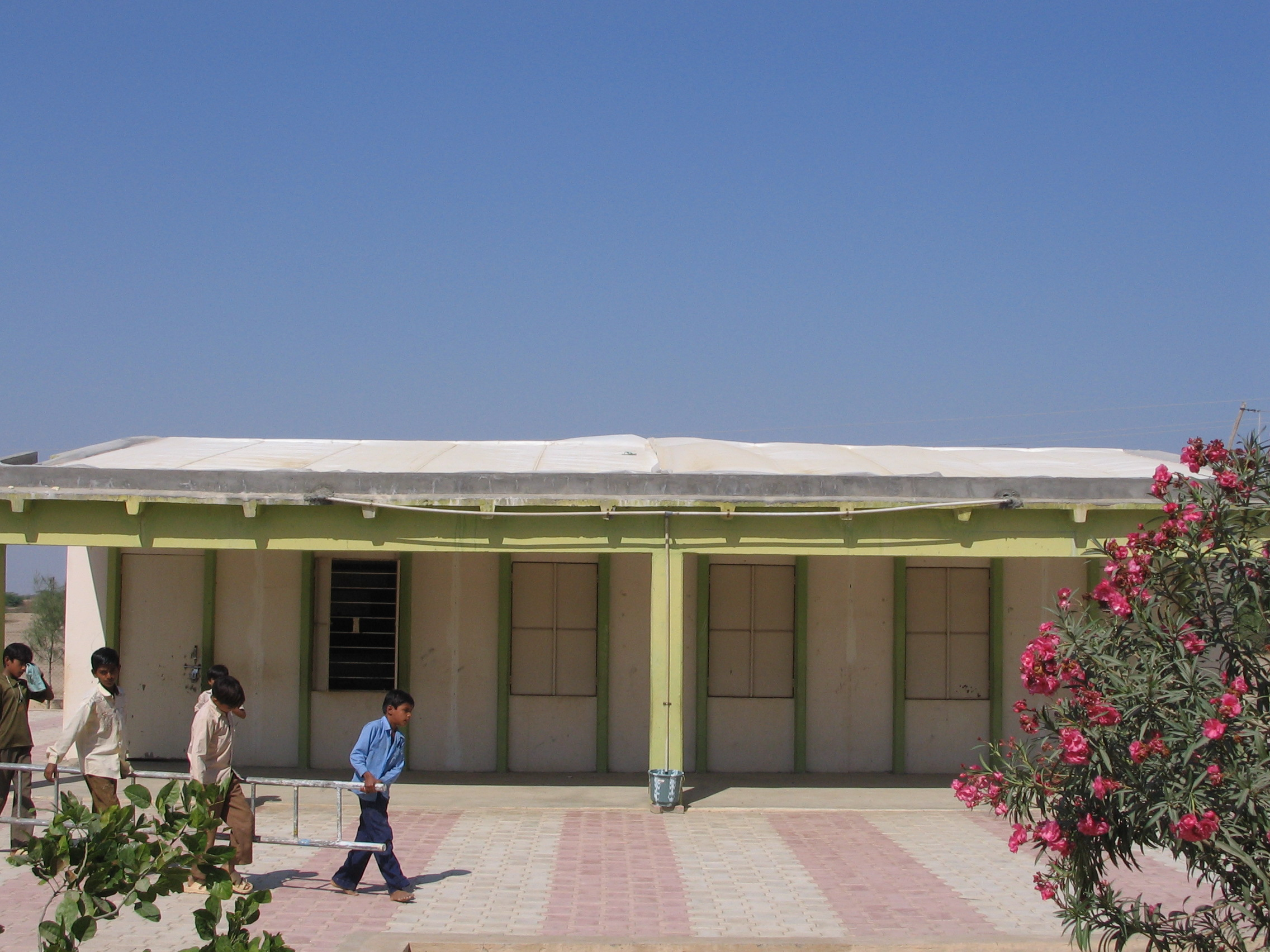
مثال على التكثف على الأسطح في مباني مدرسة في سايارا (كوتش، الهند). يصنع المكثف من شريط بلاستيكي بخصائص معينة مع طبقة عازلة بين الفيلم والسطح الخرساني. على عكس الأسطح المعدنية، لا تستطيع الأسطح الخرسانية جذب التكثف دون معالجة. الإنتاجية من هذه الأسطح المعالجة يساوي تقريبًا ضعف الأسطح المعدنية الخالية من الإضافات.

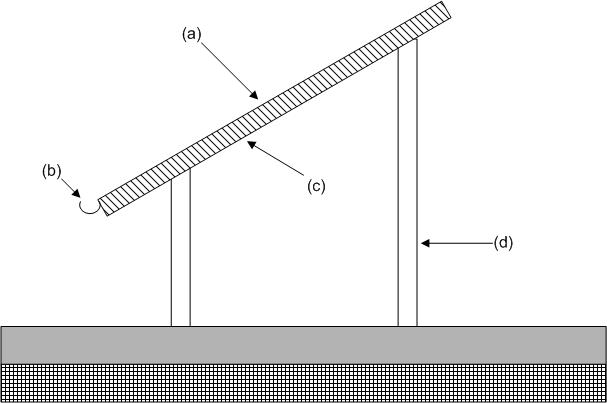
شكل توضيحي للمجمع الإشعاعي: (a) سطح مشع/مكثف (b) قناة تجميع (c) عزل تدعيمي (d) حامل

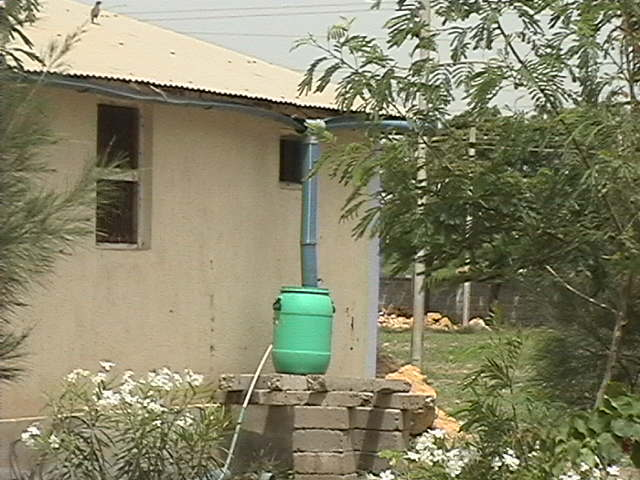
مباني بأسطح معدنيةـ يتم جمع ماء الندى ببساطة عن طريق إضافة قنوات. لزيادة الخرج، تضاف طبقة من العازل. بدون العازل، يقل الخرج للنصف تقريبًا في حالة المكثفات البلاستيكية.

تصمم الآبار الهوائية الإشعاعية لتبريد ركيزة بالإشعاع الحراري ليلًا. الركيزة تكون ذات كتلة منخفضة، لذا لا تستطيع الاحتفاظ بالحرارة، وتكون معزولة حراريًا عن كل شيء بما في ذلك الأرض. يتكون المجمع الإشعاعي من سطح تكثيف بزاوية 30° من الأفقي. يدعَّم سطح التكثيف بطبقة سميكة من مادة عازلة مثل البوليستيرين، وينصب على ارتفاع 2-3 متر أعلى مستوى سطح الأرض. يمكن تثبيت هذا النوع من المكثفات على حروف أسطح المباني المنخفضة أو يدعم بهيكل بسيط. على الرغم من أن الارتفاعات الأخرى لا تعمل عادة بصورة جيدة، تكون التكلفة أقل لتركيب المجمعات بالقرب من سطح الأرض أو على مبنى ذي طابقين.
توضح الصورة يمينًا مكثف إشعاعي بمساحة 600 متر مربع (6,500 قدم2) بالقرب من سطح الأرض في إحدى مناطق شمال غرب الهند، في تلك المنطقة يحدث الندى في ثمانية أشهر كل عام، ويجمع المكثف حوالي 15 مليمتر (0.59 بوصة) من ماء الندى في الموسم الذي يضم 100 ليلة بها ندى. ينتج هذا المكثف 9000 لترًا من الماء الصالح للشرب كل عام لهذه المدرسة المحتوية على المكثف.
رغم تميز التصميمات المسطحة بالبساطة، تبدي تصميمات أخرى مثل أهرامات مقلوبة وأقماع فعالية أكبر. يرجع ذلك إلى عزل أسطح التكثيف عن الحرارة غير المرغوب فيها المتسربة بالإشعاع، كذلك كون هذه الأشكال متماثلة يجعلها أقل تأثرًا باتجاه الرياح.
تساهم المواد الجديدة في تحسين المجمعات. إحدى هذه المواد مستوحاة من خنفساء صحراء ناميب، والتي تعتمد فقط على الرطوبة التي تستخلصها من الجو. وجد أن ظهرها مغطى بنتوء مجهرية: النتوء محبة للماء والانخفاضات كارهة للماء. حاكى الباحثون بمعهد ماساتشوستس للتقنية هذه القدرة بإنشاء سطح مركب يجمع بين مواد كارهة ومحبة للماء.

### نشط

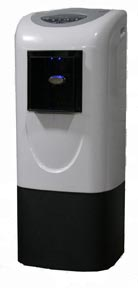
مولد ماء جوي أنتج تجاريًا للاستخدام في المناطق السكنية.

ظهر استخدام مجمعات المياه النشطة مع بدء تسويق التبريد الميكانيكي. كل ما هو مطلوب في المكثفات النشطة هو تبريد مبادل حراري لدرجة حرارة أقل من نقطة الندى وبالتالي نحصل على الماء المكثف. إنتاج ماء بنفس الطريقة يحدث أيضًا كمنتج ثانوي غير مرغوب فيه غالبًا في مزيل الرطوبة. فعلى سبيل المثال، ينتج نظام تكييف الهواء في برج خليفة في دبي 57,000 م3 (15 مليون جالون أمريكي) من المياه كل عام، تستخدم هذه المياه في ري بناتات المبنى.
يستهلك التبريد الميكانيكي الكثير من الطاقة، لذا ينحصر استخدام المجمعات النشطة على المناطق التي لا يوجد بها مصدر لمياه يمكن تحليتها أو تنقيتها بتكلفة أقل، كذلك المناطق البعيدة عن مصادر المياه العذبة بحيث يصبح نقل المياه مكلفًا جدًا. هذه الظروف ليست شائعة، فلم تفلح الإنشاءات الضخمة التي أجريت في كوك بجنوب أستراليا في ثلاثينيات القرن العشرين على توفير مياه بتكلفة أقل من نقلها رغم المسافات الكبيرة.
في حالة الإنشاءات الصغيرة، تكون الخدمة المكتسبة أفضل من التكلفة. صممت الكثير من الآلات الصغيرة لتستخدم في المكاتب لإنتاج بضعة لترات من مياه الشرب من الهواء الجوي. ومع ذلك، هناك بعض الظروف التي لا يكون بها أي مصدر للماء غير الهواء الجوي. على سبيل المثال، في ثلاثينيات القرن العشرين، أضاف المصممون الأمريكيون أنظمة تكثيف للسفن الهوائية، استخدم في هذه الحالة الهواء المنبعث من عادم المحركات والذي يحتوي على ماء إضافي كنتيجة للاحتراق. استخدمت المياه المجمعة كثقل توازن إضافي لتعويض التناقص المستمر في الوزن نتيجة استهلاك الوقود. وبزيادة الأثقال بهذه الطريقة، أصبح من الممكن التحكم في طفو المنطاد وإبقاءه ثابت نسبيًا دون الحاجة لتحرير غاز الهيليوم والذي كان مكلفًا ومحدودًا.
هناك عدة تصميمات تخفض احتياجات الطاقة في المكثفات النشطة:
- استخدام الأرض كمشتت حراري عن طريق تحريك الهواء في أنابيب تمر تحت الأرض.[50] تستخدم هذه الطريقة لتوفير مصدر للهواء البارد للمباني عن طريق الأنابيب الأرضية التي يمثل التكثف مشكلة كبيرة لها.[51] يعد تعرض الأنابيب الأرضية للتلوث وصعوبة إبقاءها نظيفة مشكلة رئيسية لهذه التصميمات. كما تحتاج إلى مروحة لتحريك الهواء في الأنابيب، وللتغلب على تكلفة الطاقة اللازمة يمكن الاستعانة كليًا أو جزئيًا على توربينات الرياح.[52]
- تستخدم مياه البحر الباردة في نوع من الصوب الزجاجية لتبريد وترطيب داخل الصوبة. يمكن زيادة الاستفادة من التبريد بحيث تستفيد النباتات من انخفاض النتح، كذلك يتجمع الندى على السطح الخارجي للصوب بحيث يمكن بسهولة جمعه باستخدام قنوات أو مزاريب.[4]
- تعتبر المجففات نوعًا آخرًا من مجمعات الماء الموجود في الهواء الجوي، يتميز المجفف بامتصاص الماء في درجة الحرارة المحيطة، وهو ما يجعل استخلاص الرطوبة ممكنًا حتى إن كانت الرطوبة النسبية منخفضة إلى 14%.[53] أثبتت الأنظمة من هذا النوع مدى فاعليتها وفائدتها في الحالات الطارئة لتوفير مياه شرب آمنة.[54][55] يجب أن يكون المجفف ساخنًا لإنتاج المياه،[56] لذا يتم توفير الطاقة اللازمة للتسخين في بعض التصميمات من الشمس، بحيث يمرر الهواء ليلًا على المجففات التي تمتص بخار الماء، وفي النهار، تغلق المنافذ ويعمل تأثير الصوبة الزجاجية على رفع درجة الحرارة، فيتحرر بخار الماء كما هو الأمر في التحلية الشمسية، ثم يتكثف البخار على جزء بارد ويجمع.[4]
- قامت شركة فرنسية مؤخرًا بتصميم توربينة هوائية صغيرة تدير مولد بقدرة 30 كيلووات لإدارة نظام تبريد ميكانيكي لتكثيف الماء.[57]